# غراهام براون (لاعب كريكت بريطاني)
غراهام براون (11 أكتوبر 1966 في المملكة المتحدة - ) (بالإنجليزية: Graham Brown)‏ هو لاعب كريكت بريطاني. لعب مع نادي مقاطعة سري للكريكت ‏.

## وصلات خارجية
- غراهام براون على موقع إي آس بي آن كريك إنفو (الإنجليزية)